# Холмова, Ирина Михайловна
Ири́на Миха́йловна Хо́лмова (род. 19 мая 1952, Ленинград) —  российский журналист, начальник службы местного вещания ГТРК «Санкт-Петербург».

## Биография
Ирина Холмова родилась в Ленинграде в семье инженеров.
После окончания школы № 181 (бывшей третьей Гимназии) Центрального района, поступила в Санкт-Петербургский государственный университет на факультет журналистики, который закончила в 1975 году по специальности телевизионный журналист.
В 1975 году была редактором в Ленинградском комитете по телевидению и радиовещанию; автором сценариев и ведущей популярных программ: «Монитор», «Пятое колесо», автором идеи и создателем цикла программ «Бесшумные лидеры». Автор идеи и создатель ток-шоу «Молодёжные встречи с журналистами-международниками».
В 1991 году ушла из Ленинградского комитета в дирекцию ВГТРК «Санкт-Петербург» на должность специального корреспондента и комментатора. Была редактором и автором сценариев программ: «С потолка», «Цитаты из жизни», «Дворцовые тайны», «Письма из провинции», «Новгородские мужики», «Новое пятое колесо», «Российский курьер».
С 2004 года и по настоящее время возглавляет отдел местного вещания ГТРК «Санкт-Петербург».
Является художественным руководителем 35 документальных фильмов, вышедших на канале "Россия - Санкт-Петербург" (2008 - 2018 гг.)
Является художественным руководителем цикла передач телевизионных программ: «По старому стилю» (2004—2009 гг.), «Это город Ленинград» (2009—2013 гг.), «Заповедная область с Алексеем Морозовым» (2011—2016 гг.), «Петербургские заступники» (2013—2015 гг.), «Закон есть закон» ( 2015  — 2018 гг.), «Петроград 17-го» (2016 — 2018 гг.), "Порубежье" ( 2018 - 2019 гг.), "Зеркало эпохи" ( 2018 - 2019 гг), «Свой Петербург» (2020 — по настоящее время).

## Успехи и достижения
- Член Союза журналистов России с 1968 года;
- 2009 год — лауреат премии «СеЗаМ»;
- 2009 год — премии Правительства Санкт-Петербурга в области журналистики в номинации «Лучшие телепрограммы» за фильм «Ермакъ. Богатырь русского флота»;
- 2011 год — автор книги «Петербург по старому стилю» (в соавторстве с В. Лавровым); [p]
- 2010-2011 гг.- специальная премия для журналистов «Собратья» за вклад в освещение событий отечественной истории в СМИ на 12 Всероссийской историко-литературной премии «Александр Невский»;
- 2011 год — премия Правительства Санкт-Петербурга области журналистики за личные заслуги и дипломом за создание фильмов «Полторы мили до победы» и «Роман-странствие Виктора Конецкого»;
- автор сценариев ряда документальных фильмов, художественный руководитель более, чем 30 документальных фильмов ГТРК «Санкт-Петербург»;
- 2012-2013 гг.- лауреат конкурса литературных произведений Всероссийской историко-литературной премии «Александр Невский», Специальная премия «Земляки» за книгу «Петербург по старому стилю»;
- 2013 год — премия Правительства Санкт-Петербурга в номинации «Лучшие телепрограммы» как руководитель проекта «Петербургские заступники» за передачу «Иоанн Кронштадтский»;
- 2014 год — лауреат премия «СЕЗАМ» в номинации «За лучшее освещение жизни региона»;
- 2014 год — премии Правительства Санкт-Петербурга в области журналистики в номинации «Лучшие телепрограммы» за документальный фильм «Гатчина 1941—1943. Новый порядок»;
- 2015 год — победитель телевизионного конкурса «ТЭФИ регион-2015» в номинации «Просветительская программа» за цикл передач «Петербургские заступники»;
- 2016 год — Спецприз Губернатора Санкт-Петербурга за создание телефильма «Ленинград 41/44. Северный фронт»;
- 2017 год — победитель конкурса СеЗаМ в номинации «Лучший материал на тему сохранения исторического наследия» за цикл телепрограмм «Петроград 17-го»;
- 2017 год — победитель IX Всероссийского конкурса телевизионных фильмов и программ «Мир права» в номинации «Лучшая телевизионная программа» за программу «Ловушка для инкассаторов» из цикла программ «Закон есть закон»;
- 2017 год — гран-при Всероссийского фестиваля национального вещания «Голос Евразии» за циклы программ «Заповедная область», «Другие берега» и «Снимается кино»;
- 2018 год — поощрительный диплом Конкурса ФСБ России на лучшие произведения литературы и искусства о деятельности органов федеральной службы безопасности 2018 года за спецпроекты «ВЧК. 80 дней в Петрограде» и «Петроград 17-го»;
- 2018 год — I место на V Всероссийском фестивале телевизионных фильмов, теле и радиопрограмм «Человек и вера» в номинации «Лучшая телевизионная программа» за телепрограмму «Православные, спасайте церкви!» из цикла «Петроград 17-го»;
- 2018 год — победитель 10-го Всероссийского конкурса телевизионных фильмов и программ «Мир права» в номинации «Лучший телевизионный фильм» за программу «Убийственное лето» из цикла «Закон есть закон»;
- 2018 год — победитель 15-го международного фестиваля морских и приключенческих фильмов «Море зовет» в номинации «Морская столица» за документальный фильм «Артерия жизни»;
- 2019 год — победитель II всероссийского фестиваля телевизионных программ, видеофильмов и роликов «Золотое кольцо России» в номинации «Спасти и сохранить» за программу «Крепость Орешек» из цикла «Порубежье»;
- 2019 год — гран-при XV Фестиваля телевизионных фильмов и программ «Берега» за программу «Крепость Выборгский замок» из цикла «Порубежье»;
- 2019 год — лауреат XXII Фестиваля военно-патриотических телевизионных и радиопрограмм «Щит России» в номинации «За освещение темы, посвященной знаменательным военно-историческим событиям России» за документальный фильм «В Цусимском проливе далеком…»;
- 2019 год — лауреат XXII Фестиваля военно-патриотических телевизионных и радиопрограмм «Щит России» в номинации «За освещение темы, посвященной истории родного города (села,поселка) «Малой родины славные страницы» и вклада граждан, отдельного жителя в развитие патриотических ценностей в родном городе (селе, поселке)» за телевизионную передачу «Крепость Орешек» из цикла «Порубежье»;
- 2019 год — лауреат XV Международного фестиваля телевизионных программ и морской документалистики «Человек и море» в номинации «Морская история России» за программу «В цусимском проливе далёком…»
- 2019 год — специальный приз губернатора Ленинградской области А. Ю. Дрозденко за цикл художественно-публицистических программ «Порубежье»;
- 2019 год — специальный приз жюри Конкурса «Современник на экране», в рамках фестиваля социально значимых телепрограмм и телефильмов «Герой нашего времени» в номинации «Профессия как призвание» за документальный фильм «Милицейская история»;
- 2019 год — победитель международного фестиваля «Море зовет-2019» в номинации «Морская столица» за цикл документальных программ «Петроград 17-го»;
- 2020 год — победитель Всероссийского фестиваля "Человек и вера" г. Кострома за программу "Живи и помни"
- 2020 год  —  победитель III фестиваля "Золотое кольцо" за программу "Крепость орешек"
- 2020 год — II место на Х-Международном телевизионном фестивале военно-патриотических фильмов и программ "Вечный огонь" г. Волгоград за программу "Живи и помни";
- 2021 год — победитель IV Всероссийского фестиваля "Жемчужина России" г. Ярославль за программу "Новый год по-царски";
- 2021 год — победитель конкурса "СЕЗАМ"  в номинации "Нельзя не увидеть. Лучший материал о туристической привлекательности субъекта Российской Федерации" за передачи из цикла "Свой Петербург"

## Семья
Имеет дочь Екатерину и двух внучек.